# Amir Fehri
Pour les articles homonymes, voir Fehri.
Amir Fehri, né le 28 août 2003 à Tunis, est un écrivain tunisien.

## Biographie
Il naît en 2003 à Tunis d'un père tunisien, docteur en pharmacie auprès de l'Organisation mondiale de la santé, et d'une mère kurde irakienne.
En 2012, il obtient un prix lors d'un concours organisé par l'Unesco et l'ALECSO en Tunisie. Entre 2013 et 2015, il remporte différents concours et prix littéraires.
En avril 2016, il publie son premier ouvrage intitulé Les Contes de Meer, dont les récits portent un message de paix et de protection de l'environnement,, puis s'installe avec sa famille à Strasbourg et publie un an plus tard le deuxième tome de ses contes.
En septembre 2018, il publie son troisième livre intitulé Harcèlement : les journées mouvementées d'un écolier, un récit autobiographique à propos de son expérience en tant que victime du harcèlement scolaire.
Il devient ensuite ambassadeur de la francophonie. En septembre 2019, il se rend à Mossoul (Irak) pour porter un projet de création d'une école internationale dans les camps de réfugiés à l'horizon 2025 et sollicite le soutien de chefs d'État et de gouvernement après avoir obtenu celui du Premier ministre belge Charles Michel. Dans ce contexte, il est reçu par le Premier ministre libanais Saad Hariri et la directrice générale de l'ONUG Tatiana Valovaya.

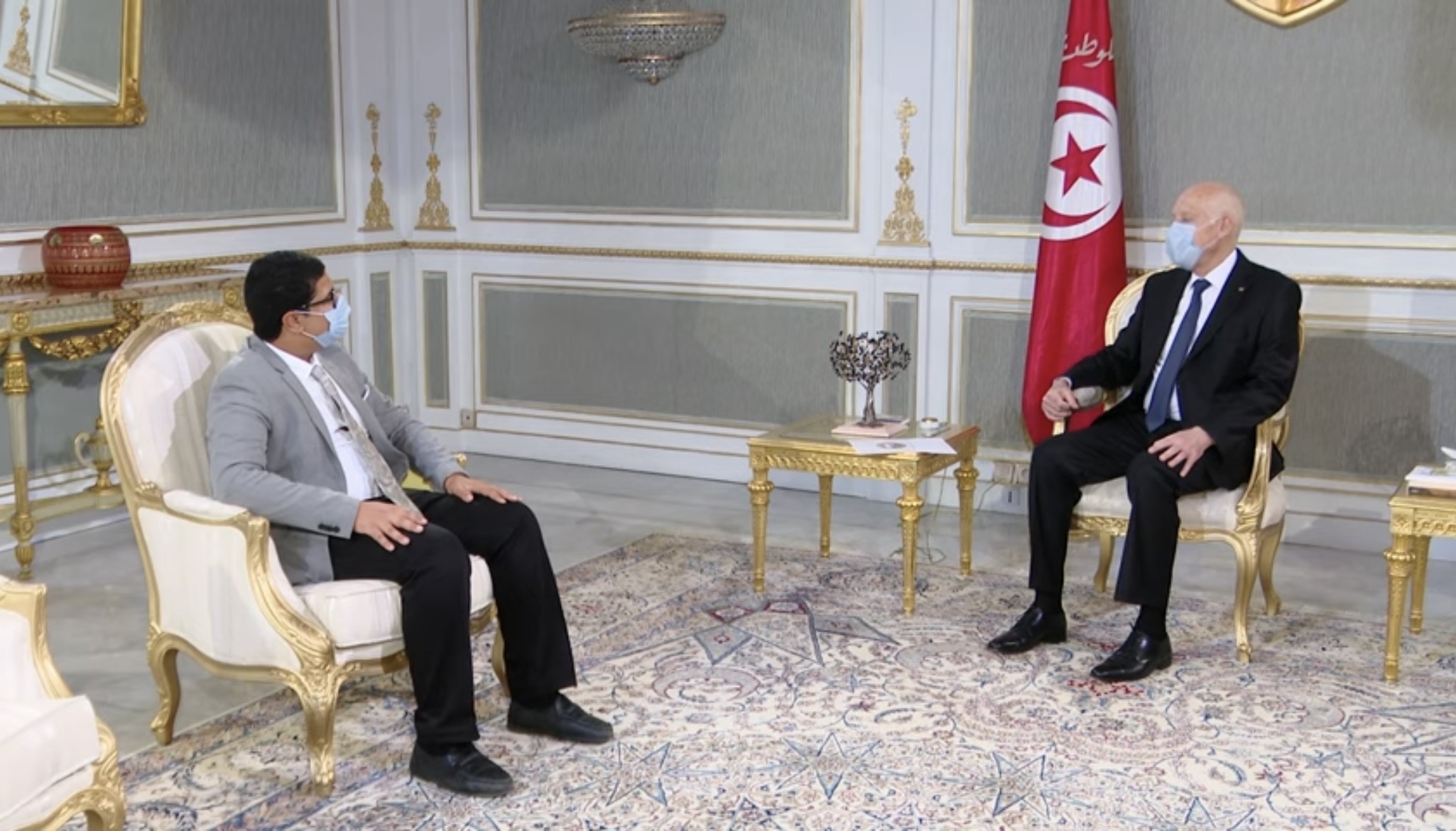
Amir Fehri reçu par le président de la République tunisienne Kaïs Saïed au palais présidentiel de Carthage.

En juillet 2020, il est nommé ambassadeur de la jeunesse arabe créative auprès de l'Organisation arabe pour l'éducation, la culture et les sciences (ALECSO). Il est reçu par la suite par le président de la République tunisienne Kaïs Saïed et lui remet une copie de sa lettre de désignation.
En octobre 2020, il se rend en visite officielle en Polynésie française où il est reçu par le vice-président Tearii Te Moana Alpha, le ministre de la Culture, de l'Environnement et de l'Artisanat Heremoana Maamaatuaiahutapu et la ministre de l'Éducation, de la Jeunesse et des Sports Christelle Lehartel. Il donne une conférence à l'université de la Polynésie française et rencontre les élèves du collège Tipaerui pour les sensibiliser à la cause de la lutte contre le harcèlement scolaire.
Amir Fehri maîtrise plusieurs langues, dont le français, l'arabe, le kurde et l'anglais. Il a obtenu le baccalauréat en France avec plusieurs années d'avance en série scientifique.

## Publications
- Les Contes de Meer : contes d'ici et d'ailleurs, Paris, Éditions Édilivre, 2016, 124 p. (ISBN 978-2-334-07305-9).
- Les Contes de Meer : plusieurs contes à découvrir, t. 2, Paris, Éditions Édilivre, 2017, 104 p. (ISBN 978-2-334-18902-6).
- Harcèlement : les journées mouvementées d'un écolier, Tunis, KA' Éditions, 2018, 192 p. (ISBN 978-9938-913-19-4).